# Geranium albicans
Geranium albicans är en näveväxtart som beskrevs av A. St.-hil.. Geranium albicans ingår i släktet nävor, och familjen näveväxter. Inga underarter finns listade i Catalogue of Life.